# Autoroute A 79
Die Autoroute A 79 ist eine mautpflichtige Autobahn in Frankreich. Sie ersetzt nach ihrer Eröffnung im Oktober 2022 den Abschnitt von Digoin bis zur Autoroute A 71 der Route nationale 79.

## Entstehungsgeschichte
Die RN 79, die einen Teil der Route Centre-Europe-Atlantique (RCEA) bildet, ist sowohl auf lokaler als auch auf europäischer Ebene eine wichtige Verkehrsachse. Auf lokaler Ebene stellt sie die Verbindung zwischen Gemeinden des Departements Allier her. Auf regionaler Ebene bleibt sie die wichtigste Querachse durch das Département. Auf nationaler und internationaler Ebene stellt die RN 79 eine der großen Ost-West-Querverbindungen von Royan zum Sillon Rhodanien und darüber hinaus nach Deutschland, in die Schweiz und nach Italien dar. Das Verkehrsaufkommen liegt je nach Abschnitt im Departement Allier zwischen 10.000 und 15.000 Fahrzeugen pro Tag. Diese unterschiedlichen Nutzungen führen zu starken Verkehrsstörungen, die die RN 79 zu einer besonders unfallträchtigen Straße machen.
Da die RN 79 eine überlastete und gefährliche Straße ist, wurde ihr Ausbau auf Autobahnstandard per Ministerialerlass vom 22. April 2017 für gemeinnützig erklärt.
Von Sazeret im Westen bis Digoin im Osten werden 92 km der RN 79 schrittweise von 2 × 1 auf 2 × 2 Fahrspuren umgebaut. Die Durchquerung des Tals des Allier und der Knotenpunkt mit der RN7 sind ein Schwerpunktbereich für die Anpassungen der bestehenden Trasse, mit neuen Viadukten über den Allier und den Rio de Bessay, um dem Hochwasser des Allier zu begegnen.
Der Bau einer Raststätte wird das Serviceangebot für die Nutzer der Autobahn, aber auch der RN 7 vervollständigen.
Das Projekt umfasst eine Raststätte in Toulon-sur-Allier, drei Raststätten in Cressanges, Dompierre-sur-Besbre und Pierrefitte-sur-Loire sowie zwei einfache Haltestellen in Deux-Chaises. Diese werden neben den traditionellen Parkplätzen für LKW und langsame Fahrzeuge auch einen Bereich für Fahrgemeinschaften und einen für Busse vorbehaltenen Bereich bieten. Das Parkplatzangebot wird auf 710 Parkplätze erhöht.
Der Allier umfasst zwei Landschaftsbereiche: eine Bocage-Landschaft im Westen der Strecke und eine Sologne-Landschaft im östlichen Teil. Das Naturschutzgebiet Val d'Allier beherbergt einen der letzten großen Wildflüsse Westeuropas.
Ziel ist es, die verschiedenen landschaftlichen Sequenzen der A 79 aufzuwerten und zu respektieren und gleichzeitig den künftigen Nutzern homogene und harmonische Aussichtspunkte zu bieten.

## Verlauf
Die Anschlussstellen beginnen mit der Nummer 23 (entsprechend der Zählung auf der Route Zentraleuropa - Atlantik ab Chalon-sur-Saône mit der Nummer 1). Die Nummerierung setzt sich auf der Route nationale 145 bis La Souterraine fort (höchste Nummer: 55).

## Akustik
Um die Qualität des akustischen Umfelds zu verbessern, sind etwa 4600 laufende Meter Lärmschutz (Abschirmungen oder Schallschutzwälle) vorgesehen. Die Zäune werden in den Bereichen errichtet, in denen die Grundstücke weniger eingeschränkt sind. Die 2,5 bis 3,5 Meter hohen, reflektierenden oder absorbierenden Schirme werden auf 11 Abschnitte entlang der Strecke verteilt.

## Erhaltung der biologischen Vielfalt
Die Infrastrukturarbeiten werden durch Ausgleichsmaßnahmen ergänzt, um die Auswirkungen auf die in dem durchquerten Gebiet vorkommenden Arten zu minimieren. Ein langfristiges Management wird es ermöglichen, die Biodiversität zu erhalten. So werden beispielsweise in Abhängigkeit entlang der Trasse Vorrichtungen für Fledertiere eingerichtet. Dichte und hohe Bepflanzungen, Holzpalisaden oder Palisaden aus Mulch tragen dazu bei, Kollisionen von Fledermäusen mit Fahrzeugen zu vermeiden.

## Die erste Free-Flow-Maut in Frankreich

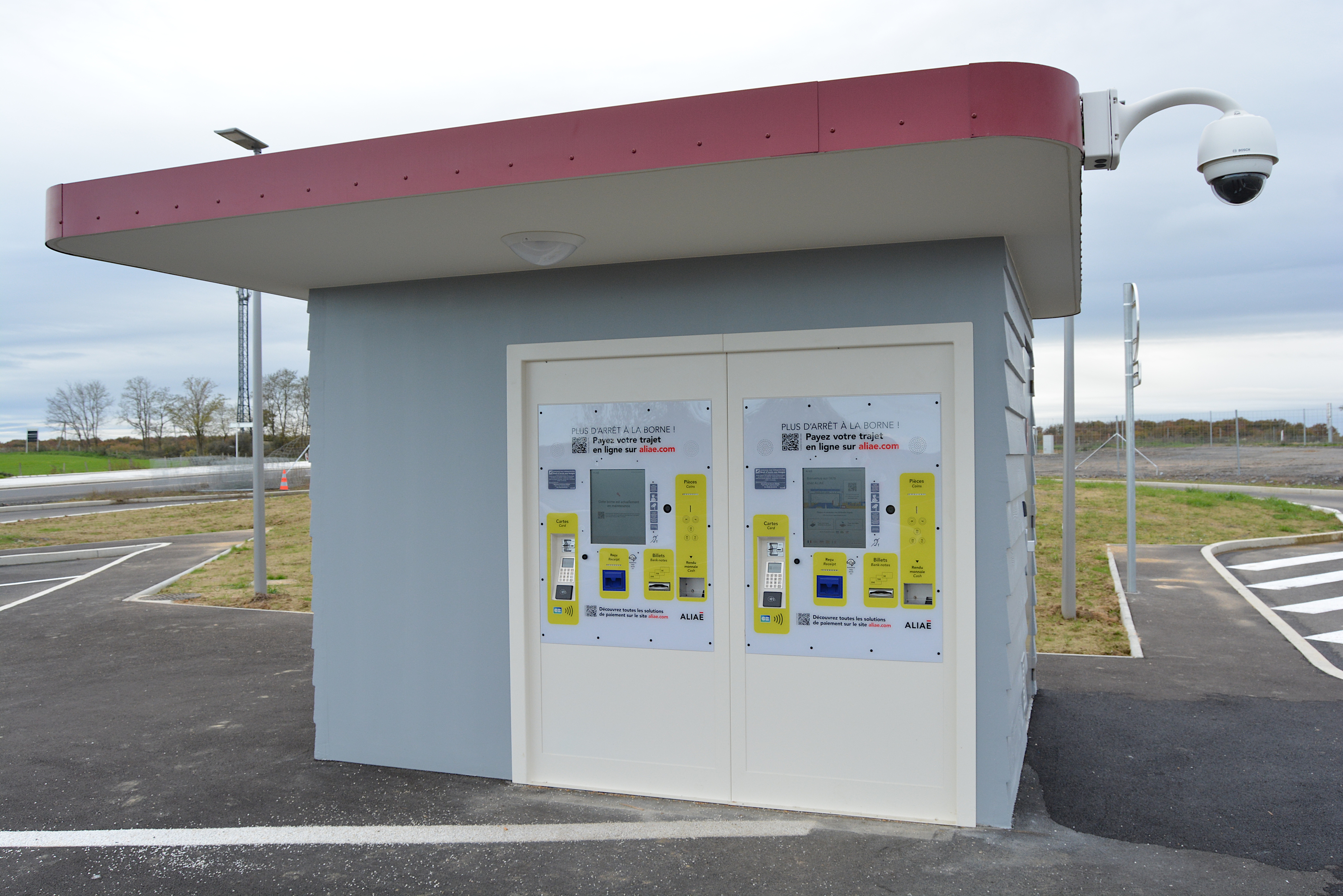
Free-Flow-Zahlstelle (flux libre)

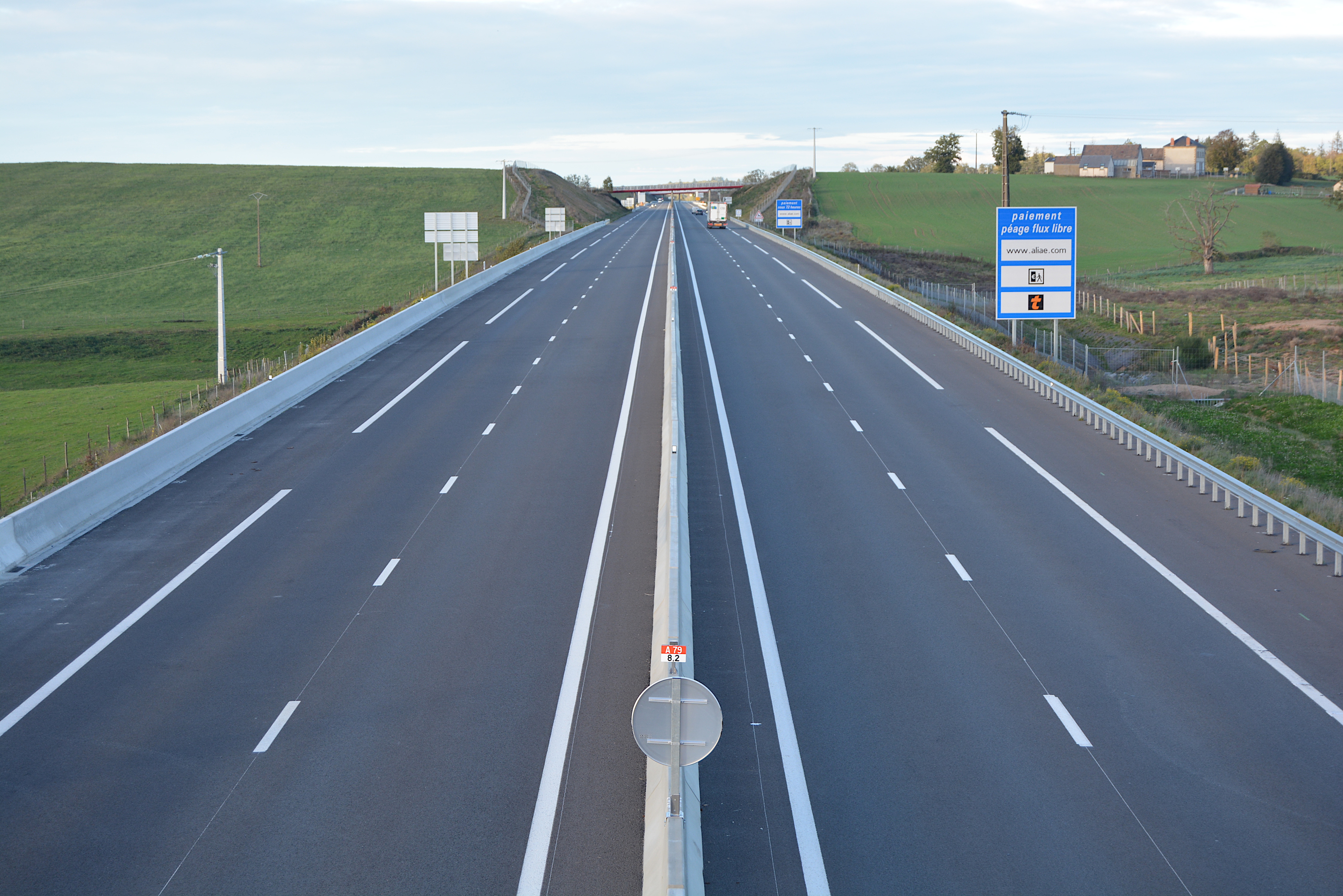
Hinweis auf die Zahlungsmöglichkeit bei Ausfahrt 34

Die A 79 ist die erste Autobahn in Frankreich, auf der die Free-Flow-Mauttechnologie (flux libre), die zur Verflüssigung des Verkehrs beitragen soll, seit dem 4. November 2022 zum Einsatz kommt.
Die Erfassung des Kraftfahrzeugkennzeichens oder des Mautausweises erfolgt durch über der Fahrbahn angebrachte Kameras. Der jeweilige Betrag für die Maut lässt sich aufgrund der Nummeridentifikation auf der Internetseite des Betreibers aufrufen und bezahlen. Es ist möglich, beabsichtigte Fahrten unter Angabe des Kennzeichens auf der Internetseite vorab zu entrichten, innerhalb von sieben Tagen nicht abgefahrene Vorauszahlungen werden rückerstattet. Auch ist es möglich, nach der Durchfahrt innerhalb von 72 Stunden auf einer Autobahnraststätte oder auf Parkplätzen in Ausfahrtnähe den Betrag in bar oder per Karte an Automaten zu bezahlen. Eine nicht geleistete Zahlung führt nach Ablauf von 72 Stunden nach Durchfahrt zur Erstellung einer Rechnung, welche Mahngebühren in gestaffelter Höhe von 10 € bzw. 90 € zzgl. zur fälligen Mauthöhe zur Folge hat.